# ويليام يونغ (عسكري)
ويليام يونغ (بالإنجليزية: William Young)‏ هو عسكري أمريكي، ولد في 1835 في نيويورك في الولايات المتحدة، وتوفي في 26 ديسمبر 1878 في إيري في الولايات المتحدة.